# Teenage Mutant Ninja Turtles Adventures
Teenage Mutant Ninja Turtles Adventures var en serietidning publicerad av företaget Archie Comics mellan augusti 1988 och oktober 1995. Den är huvudsakligen baserad på berättelserna om de fyra mutantsköldpaddorna Donatello, Leonardo, Michelangelo och Raphael samt deras råtta till sensei, Splinter.
De första berättelserna var serietidningsadaptioner av 1987 års tecknade TV-serie, som Archie Comics köpt rättigheterna till att göra en serietidningsvariant av, men efter femte numret gav Kevin Eastman och Peter Laird över ansvaret för serietidningsversionerna till Ryan Brown och Steven Murphy som introducerade nya berättelser och karaktärer, olikt TV-serien. Ofta var temat i Teenage Mutant Ninja Turtles Adventures sociala frågor och frågor som rör djur och natur. En annan skillnad var att historierna kunde behandla såväl religion som science fiction, medan 1987 års tecknade TV-serie om TMNT oftast enbart gick åt science fiction-hållet. Serietidningarna anses dock ofta som mycket "djupare" och "seriösare" än TV-serien. De ursprungliga skurkarna Krang, Bebop och Rocksteady gallrades ut tidigt, medan Shredder även i fortsättningen förblev en återkommande karaktär.
Totalt utgavs 72 nummer, men flera specialutgåvor och miniserier fanns.
Inför TMNT:s 25-årsjubileum 2009 meddelade Archie Comics att man tänkte publicera en 104 sidor lång pocketsamling i färg med de tre första numren. De släpptes i maj 2009. Mirage Studios utgav även Future Tense, en nytryckning med repriser från "Mighty Mutanimals" nummer 7 samt "TMNT Adventures" nummer 42-44 och nummer 62-66 i juli 2009 på 228 sidor, dock i svartvitt. Future Tense var tänkt att släppas inför en planerad ny berättelse vid namn Forever War, vilket dock inte blev av.

## Berättelsernas gång
Heroes in a Half Shell: Miniserie nummer 1-3
Denna miniserie är en adaption av de fem första av snittet av 1987 års tecknade TV-serie: "Turtle Tracks", "Enter the Shredder", "A Thing About Rats", "Hot Rodding Teenagers from Dimension X" och "Shredder & Splintered". Sköldpaddorna räddar April från Fotklanen och konfronteras med Shredder, Krang, Bebop och Rocksteady för första gången.
Nummer 1-4
Adaption av avsnitten "Return of the Shredder" och "The Incredible Shrinking Turtles" (första "Sarnaths öga") från TV-serien. I senare nummer utvecklas berättelsen kring "Sarnaths öga", vilken tar en annan vändning än i TV-serien.
Nummer 5-11
Här introduceras flera rollfigurer, Ray Fillet-Man-Ray ("Rockan"), Leatherhead, Wingnut och Screwloose (som senare bildade Mutanimals). Här introducerades även koncept som Koslickan Cudley, Stumpasteroiden och den intergalaktiska fribrottningen där, sköldpaddornas fribrottningsutrustning och framtidens miljöförstörda jord. Efter återkomsten från Stumpasteroiden, och en miljöförstörd jord i framtiden, träffar sköldpaddorna Wingnut och Screloose som söker hämnd på Krang för att han förstörd deras hemplanet Huanu, sköldpaddorna stöter även på Rat King ("Råttkungen") för första gången. Sköldpaddorna kämpar även mot mutanterna Wyrm och Scumbug, och spionen Chameleon (Kameleonten). Dessa nummer utvecklar olika karaktärers ursprung och handlingar annorlunda än i TV-serien.
Nummer 12-13
Sköldpaddorna övertalas av Cherubae att besegra den utomjordiska insekten Maligna och hennes barn Malignoiderna. Slutstriden sänds direkt i Radio stumps television, och utkämpas på planeten Hirobyl i Dimension X. Sköldpaddorna får hjälp av Leatherhead, Wingnut och Screwloose, och andra intergalaktiska fribrottare, som Trap. Shredder, Krang, Bebop, and Rocksteady är inblandade, och Cherubae förvisar dem till olika straff på olika håll i universum (Shredder till ett fängelse på Jorden, Krang till soptippsplaneten Morbus och Bebop och Rocksteady till en Edenvärldsplanet). Cherubae förklarar att det är hon som är träskhäxan Mary Bones som höll till i Bayoubygderna (en skepnad hon bara bar på Jorden, Cherubae är hennes sanna form) som muterade Leatherhead, och Leatherhead har slutat hjälpa Shredder vilket han gjorde ett tag, för att istället bli fribrottarhjälte på Stumpasteroiden då han hemma på Jorden sågs som ett monster.
Nummer 14-18
Sköldpaddorna återvänder, sedan Cudley tagit dem från Dimension X, till Jorden för att rädda April från tjuvskyttar i Amazonas regnskog, Brasilien. De får i dessa tropiska äventyr hjälp av Jagwar, Dreadmon, och Man-Ray. Då de återvänder till New York introduceras Mondo Gecko, vars hårdrocksband använder Shredders gamla gömställe som replokal, och hjälper sköldpaddorna efter att hans flickvän Candy Fine gjort slut, då hon trodde att hans mutation från människa till människoödla skulle försvåra deras förhållande.
Nummer 19-20
Den onde affärsmannen Null skickar sina utomjordiska medhjälpare Scul och Bean att anfalla sköldpaddorna. Sköldpaddorna, Splinter, April och Mondo Gecko räddas av råttor som Splinter lyckas få att tugga sönder deras rep. Efter att ha slagit Scul och Bean flyr utomjordingarna (men Raphael och Mondo Gecko smyger ombord i deras rymdfarkost). Tillsammans med Rockan, Jagwar, Dreadmon, Leatherhead, Wingnut och Screwloose (nybildade Mighty Mutanimals), lyckas Raphael och Mondo Gecko besegra Maligna (berättelsen utspelar sig samtidigt som miniserierna Mighty Mutanimals nummer 1-3). Då Raphael är ute och slåss tillsammans med Mighty Mutanimals, möter sköldpaddorna Chu Hsi, en brandsoldat i Chinatown, New York som förvandlar sig till Warrior Dragon ("Krigardraken", populärt känd som "Hot Head") sedan en gammal man försökt hjälpa honom genom att kasta in en mystisk östasiatisk substans i ett brinnande hus där brandsoldaten försöker hjälpa ett barn. Tillsammans med sin nya vän besegrar de en av Shredders jättefotrobotar, byggda av Shredder för att få sköldpaddorna att dyka upp. Krigardraken förstör fotroboten, som spetsas på Frihetsgudinnan.
Nummer 21-25
April visar sig träna sin skicklighet med katanasvärdet med Splinters som lärare, och tillsammans hjälper de sköldpaddorna i striden mot Vid Vicious och Shredder. Raphael återvänder för att hjälpa till att besegra Shredder och hans vänner i den slutgiltiga striden mot Krang, som har en följeslagare vid namn Bellybomb, samt tar över Shredders kropp. Mutantsköldpaddan Slash slåss mot sköldpaddorna för första gången. Sköldpaddorna avlägsnar Krangs från Shredders kropp, och påminner Shredder att han står dem i skuld.
Nummer 26-27
Här behandlas miljöpolitiska frågor. I The Keeper landar en utomjordisk rymdfarkost Tibet, och ut stiger Boss Salvage och för bort ovanliga djur från Jorden, bland annat Yetin T'Pau som söker hjälp via Splinter. Boss Salvage för även bort Loch Ness-odjuret, Bigfoot och en havsman. Anledningen är att han inte ser någon framtid för dem på Jorden på grund av miljöförstörelsen, men T'Pau övertalar Boss Salvage att det fortfarande finns hopp, och berättar om alla människor som engagerar sig i miljöpolitiska frågor. I In the Dark muteras djur efter illegala industriutsläpp i Innsmouth, Massachusetts och April gör reportage om illegala utsläpp. Hon kallar på sköldpaddorna, och till sin hjälp har hon även den lokala tonårsflickan Beth Ann. Mutanterna vill hämnas på mänskligheten och förgiftar maten med substanser som försätter människor i ett zombie-liknande tillstånd.
Mightnight Sun (Midnatssol): Nummer 28-30
Börjar som en fortsättning från då Aprils äventyr i nummer 24-27, här reser sköldpaddorna, Splinter och April till Japan (genom att gömma sig i ett flygplan) för att rädda Fu Sheng och Chu Hsi (Chu Hsi är Krigardraken från nummer 20 i sin mänskliga skepnad) sedan Chu Hsi kidnappats av ninjas i Chinatown, New York och förts till Hiroshima i Japan. Sköldpaddorna och Splinter misstas först för att vara demoner ("oni"), och slåss sedan mot den maskerade samurajen Chien Khan (som är en stor hund-människa) och hans humanoidräv-krigare Ninjara. Chien Khan tvingar Fu Sheng att kalla på Krigardraken (annars hotar han att knivdöda en ung tonårsflicka, det kidnappade gatubarnet Oyuki Mamisha som senare blir Aprils väninna) som Chien Khan hjärntvättar med en häxkonst för att förstöra ett kärnkraftverk och släppa lös en demon. Chien Khans våghalsighet får dock Ninjara att tveka, och hon byter sida och hjälper sköldpaddorna. Splinter lyckas genom meditation sammankalla gudarna Izanagi och Izanami, som besegrar demonen och befriar Krigardraken från Chien Khans häxkonst. Sköldpaddorna och Ninjara besegrar Chien Khan och hans män medan han själv sticker iväg. Ninjara beslutar sig för att i fortsättningen hjälpa sköldpaddorna.
Nummer 31-36
Fler äventyr i Japan, den japanska kulturen och religionen utforskas, medan maffian som illegalt tjänar pengar på sumobrottning stoppas. Raphael och Ninjara kommer närmare varandra, medan April och Chu Hsi pussas. Sköldpaddorna, Splinter och Ninjara börjar en lång resa till land och sjöss medan de mänskliga karaktärerna åker flygplan tillbaka till New York. I Tibet beskyddar sköldpaddorna, med hjälp av en antropomorfisk fyrarmad tiger vid namn Katmandu, en inkarnation av lama (som visar sig vara Charlie Llama, en antropomorfisk lama) från den onde kinesiske magikern Mang-Thrasha som kidnappat Charlie Llama från Kristallpalatset. Strid utkämpas mot de virvlande dervisherna och virvlande dervish-skelett. samt kinesiska regeringssoldater Då gruppen slutligen anländer dör Charlie Llama (naturlig död) medan en ung kvinna föder ett barn. Sedan fortsätter resan genom öknarna i Mellanöstern, där de anfalls av Al'Falqa som tror de stulit den svarta stenen i Mekka. Den har dock stulits av Shredder och kattmutanten Verminator X från framtiden. Den svarta stenen räddas innan Shredder och Verminator X sticker iväg till framtiden i en tidsglipa. De planerar att kidnappa Splinter, men sköldpaddorna påminner Shredder att han står dem i skuld sedan de hjälpt honom från Krang.
Nummer 37
Koslickan Cudley dyker upp i öknen i Mellanöstern och erbjuder dem att återvända till Stumpasteroiden för att delta i en fribrottningstävling. Koslickan Cudley kommer sedan att släppa av alla var de vill. Sköldpaddorna ställer upp, tävlar mot varandra, och Donatello vinner och för möta Cryin' Houn ("Väderkvarnen"), nu känd som "El Mysterio", som han också besegrar.
Nummer 38-39
I en crossover med Mighty Mutanimals besegrar sköldpaddorna Apokalypsens fyra ryttare och Null ute i Brasiliens regnskog.
Nummer 40
I nummer 40 tas Donatello, under båtresan hem, tillbaka i tiden till 1492, där han och hans bröder möter Christofer Columbus (som nådde Amerika detta år). Sköldpaddorna måste besegra indianerna från Christofer Columbus invasion, vilket visar sig vara förgäves då alla tas till fånga och hålls som slavar eller dör av sjukdom. I nummer 41 berättar Raphael, som letar med Ninjara, och visar henne runtom i New York, om sköldpaddornas strid mot en mammutmutant. De delar av berättelsen som utspelar sig i samtiden är ritade av Chris Allen medan tillbakablickarna är ritade av Ken Mitchroony, som ritade de tidiga numren där Shredder medverkade och tillbakablickarna utspelar sig.
The Future Shark Trilogy: Nummer 42-44
Sköldpaddorna, Splinter och Ninjara tas till framtiden av framtidsversionerna av Raphael och Donatello. Donatello förklarar att i framtiden, där Splinter för övrigt avlidit på grund av ålderdom, har den globala uppvärmningen smält polariserna och lämnat de största delarna av New York under vattnet. Samtidens sköldpaddor har dock redan sett detta tidigare, efter ett misstag av Koslickan Cudley the Cowlick efter deras besök på Stumpasteroid, och sa att det var en möjlig framtid. Detta har skapat råttproblem men Donatello byggde robotar för att eliminera råttorna, vilket gjorde Råttkungen ilsken. Donatello blev rik och berömd för sina robotar, och han skapade företaget Turtleco med den unge talangfulle kattmutanten Manx. Manx började dock förändras, han opererade in kretsar i sin hjärna och gjorde om sig till en cyborg vid namn Verminator X, med målet att bli odödlig. Snart blev han och Donatello ärkefiender.
Verminator X, hajmutanten Armaggon och en skurk från det förflutna, Shredder (från nummer 36) bröt sig in på Turtleco, kidnappade framtidens Michelangelo och Leonardo och stal Donatellos tidsglipegenerator, ännu på experimentstadiet. Då Raphael lyckades stoppa dem skadades hans ena öga av en av Armaggons torpeder. Donatello byggde en ny tidsglipa för att kunna kalla på förstärkning från det förgångna. Armaggon försöker driva maskinen med Adolf Hitlers hjärna, Roswellutomjordingens hjärna och den vita stenen från Mekka så han och hans gäng kan härska överallt i tid och rum. Splinter, Ninjara och de sex sköldpaddorna överfaller skurkarna från tidsglipan, men Armaggon sticker iväg, och tar Leonardo till fånga med Raphael och det "förgångnas" version av Donatello hack i häl. Medan de övriga sköldpaddorna slåss mot Shredder och Verminator X, dyker Råttkungen upp för att hämnas på framtidens Donatello, och använder sina krafter för att kontrollera Splinter. Dock har sköldpaddorna en vän i framtiden vid namn Merdude, som lurar Verminator X att avfyra sin pistol så att den träffar väggen och vattnet forsar in, och på så vis befrias framtidens Leonardo och Michelangelo. Donatello och båda versionerna av Raphael jagar Armaggon in i ett mystiskt träskområde som några lokala feer kallar Thantia. Båda versionerna av Raphael använder sin inövade teknik för att sparka Armmagon ner i ett vattenfall. De befriar Leonardo och flyr genom tidsglipan, öppnad av framtidens Donatello, men lämnar Armmagon i Thantia.
Alla åtta sköldpaddor, förflutna och framtida, säger hejdå. De skickar tillbaka Shredder till hans egen tid med hans minnen av detta raderade medan Verminator X sticker iväg. Innan sköldpaddorna återvänder hem tar framtidens Raphael ett tårfyllt farväl till Ninjara och varnar sitt yngre jag om bräckligheten i deras förhållanden. I avslutningen syns Armaggon nära den förstörda Turtleco-byggnaden, vilket visar att Thantia är en ännu avlägsnare framtidsversion av Jorden.
Mutations: Nummer 45
Splinter tänker tillbaka på sitt liv, hur han som Hamato Yoshi lärde sig kampsport av sin farbror samt studerade historia och filosofi vid Osakas universitet, samt hans medlemskap i Fotklanen. Han lämnade sedan Fotklanen och reste till Tibet för att fortsätta sina religionsstudier där han i ett års tid hade Charlie Llama som lärare. Då andra världskriget var över återvände han och såg USA släppa Hiroshimabomben. Han klarade sig, och gick återigen in i Fotklanen där han utmanades av Oroku Saki och anklagades för mord. Sedan migrerade han till USA och gömde sig i New Yorks kloaker bland råttorna, tills sköldpaddorna trillade in. En dag rann mutagen ut i kloaken, och han muterade till Splinter och sköldpaddorna muterades också. Några år senare hade Oroku Saki (Shredder) också anlänt till New York, och striden var igång. Efter reflektionerna väcks han av ett oväsen i kloakerna, då sköldpaddorna och Ninjara förberett firandet av hans födelsedag.
Nummer 46
Sköldpaddorna, Ninjara och Splinter besöks av en räv som de tror är en inkräktare men visar sig vara Ninjaras bror Naga som förklarar att Ninjaras gammelmor tagits till fånga av en jägare. Raphael undrar hur Naga kunde hitta sköldpaddornas hem och Naga förklarar att Ninjara sa det, innan diskussion utbryter syns April i TV och talar om en stor fyrarmad varelse som anfaller staden. Sköldpaddorna ger sig upp för att undersöka, medan Raphael följer med Ninjara till Japan. De gömmer sig i ett flygplan och väl framme i Japan åker de båt med utombordsmotor till den ö där Ninjara och Naga, som tillhör det urgamla rävfolket, bor.
Barnen välkomnar Ninjara hem, men en äldre person är arg över att Ninjara lämnade sitt folk och förklarar att de "äldres råd" beslutat att ingen hjälp kommer att ges till Ninjaras gammelmor. Kenji, Ninjaras tidigare pojkvän, förklarar att rådet beslutat att inte försöka rädda henne.
Nästa morgon ger sig Raphael, Ninjara och Naga ut för att rädda rävens gammelmor. Ute i skogen fångas Ninjara och Raphael i ett nätet, och då Ninjara ber Raphael att skära ner dem vägrar Naga och säger att han avtalat med jägaren om att offra Raphael i utbyte mot gammelmodern. Jägaren anländer och tar Raphael och Ninjara till fånga. Naga försöker diskutera men blir slagen i huvudet med geväret av jägaren, som sedan bedövar Raphael.
Raphael vaknar sedan i en bur hos jägaren. Naga och gammelmodern är där också, men inte inlåsta. De lyckas sticka iväg och befinner sig snart stående vid en hög klippa. Gammelmodern förklarar att de måste sticka via gula källorna (Yomi i japansk mytologi) eftersom jägaren skjuter. De går genom en Torri då gammelmodern öppnar porten till dödsriket. De hoppar igenom den med jägaren hack i häl.
Nere i gula källorna stöter de på en demon som säger att de kan sticka därifrån via den Torri de anlände genom. Jägaren försöker gå igenom porten, man kastas tillbaka. Demonen säger att det bara funkar för "rena hjärtan". Däremot funkar det för gammelmodern, Naga, Ninjara och Raphael som återvänder genom samma torri till Ninjaras hemö.
The Black Hole Trilogy: Nummer 47-49
Den fyrarmade utomjordingen fortsätter anfalla staden, nu med hjälp av en fyrbent varelse som Michelangelo kallar "dino-hund". Utomjordingen visar sig vara blind, efterhärma det engelska språket och presenterar sig som en Triast, en intelligent, varelse skapad av Mergia. Krig utbröt då triasterna gjorde uppror, och säkrade segern då de skapade dinohundarna (stridsbestar). Triasterna försökte få lika rättigheter, men Mergia vägrade och triasterna flydde planeten. Triastens herre slet dock loss dennes ögon, så den blev blind. Triasten förklarar att stridsbesten som hjälper till är Qark. Triastens herre var utomjordingen som kraschade över Central Park i nummer 3 (i 1987 års tecknade TV-serie The Incredible Shrinking Turtles), men han lyckades ta ena ögat då rymdfarkosten kraschade och han behöver alla tre ögon för att kunna se.
Michelangelo frågar triasten om han heter Sarnath, och triasten svarar ja. Sköldpaddorna tar tillbaka Sarnath hem, där de hittar ett meddelande från April om att reporten McIntyres TV-show "Inside Affairs" skall sända livebilder från den tillfångatagne Qark. Sarnath förklarar att han kan se vad Qark ser.
Sköldpaddorna bryter sig in i TV-studion och befriar Qark men blir sedda. McIntyre misstänker April.
Donatello förklarar för Sarnath att hans två andra ögon transporterades 100 år framåt i tiden. Sköldpaddorna har blivit sedda, och de väljer att åka med Sarnath till Dimension X. De vill också träffa Koslickan Cudley. Men först stannar de till i Japan och hämtar upp Raphael och Ninjara. McIntyre studerar bilderna på sköldpaddorna.
Då Sarnaths rymdfarkost anländer i Dimension X nära ett svart hål. De anfalls av Ki'Rec och hans Imperial Aerwyl Fleet. Alla måste ta på sig rymddräkterna och överge rymdfarkosten. Sköldpaddorna får hjälp av Nova Posse, som plockar upp dem. Nova Posses rymdfarkost körs av Zebulon, som ackompanjeras av en humanoidkvinna vid namn Trip, en blå kvinna vid namn Luna Azul, en lila man vid namn Rave och en fyrarmad fladdermuskvinna vid namn Exeen. Trip förklarar att det svarta hålet dykt upp nyss, och säger att inte ens en stjärna fanns där tidigare, vilket Donatello anser vara omöjligt.
Rymdfarkosten landar på Stumpasteroiden, ovan vilken rymdfarkoster cirkulerar och Koslickan Cudley finns också där. De landar på asteroiden, hälsas av Stump och Sling.
Donatello stöter på Sons of Silence ("Tystnadens söner") som håller i Trollstenen, som kommunicerar telepatiskt. Donatello, som tillsammans med Sarnath förs till ett tomrum, trodde Trollstenen önskades bort för alltid av Cherubae. Trollstenen visar sig dock hindra våldsamma handlingar. Sarnath teleporterar sedan Donatello tillbaka till rymdfarkosten, och teleporterar bot Tystnadens söner och därefter kollapsar det svarta hålet. Dock försvinner även Sarnath.
Nummer 51
Kameleonten dyker upp igen, och undrar om han kan bli människa igen. Han tror att sköldpaddorna en gång varit människor, och arbetar med Shredder. Sköldpaddorna förklarar att vad de vet är mutationen permanent.
Nummer 52
Wyrm och Scumbug från nummer 10 dyker upp igen.
The Animus Wars: Nummer 53-54
En gammal ond ande väcks av en sekt, och stjäl en av Dödahavsrullarna i Jerusalem. April och Oyuki reser till Israel för att rapportera om en fredskongress, medan sköldpaddorna, Ninjara och Splinter gömt sig i bagage. De stöter på den unga kvinnliga militären Ariella Yahuda. Ute på stan råder bråk och slagsmål mellan anhängare av olika religioner. Även Al' Falqa och Katmandu medverkar. De får reda på att alla är förhäxade, vilket syns i deras ögon. Då sköldpaddorna flyr hotellet genom ett fönster träffas Michelangelo av en molotovcocktail. Samtidigt visar sig Ariella kunna förvandla sig till varelsen Golani.
Animus anländer och förklarar sig ha startat "Harmagedon" med hjälp av en av Dödahavsrullarna. Det visar sig att Animus inte tål ljus, men lovar att återvända om natten. Splinter upptäcker att Michelangelo blivit bländad. De andra ger sig av mot Anumus gömställe, medan Oyuki stannar med Michelangelo.
Senare ger sig övriga sköldpaddor, Splinter, Ninjara, samt Al'Falqa och Katmandu (son nu ej längre är förhäxade) av. De anfalls av de som släppte lös Animus, men besegrar dessa. Golani plockar bort den stulna dödahavsrullen från vad som liknar en staty av Animus, men då dess ögon börjar glöda visar det sig vara Animus. Utan dödahavsrullen och sina följeslagare börjar Animus krympa.
Nummer 55-61
Sköldpaddorna, Splinter och Ninjara reser hem från Jerusalem i ett lastflygplan då de anfalls av en enögd figur som åker på en skoterliknande luftfarkost. Flygplanets pilot knockas medvetslös och flygplanet trillar ner mot oceanen.
På Mutanimals hemliga ö anländer framtidens Raphael och Donatello och ser Mutanimal ligga döda på stranden. Då de börjar undrar hur Mutanimals kunde dö vid "fel tillfälle" anländer Slash och anfaller dem, då han tror att de mördade Mutanimals. Innan Slash hinner döda framtidssköldpaddorna dyker Candy Fine upp och förklarar vad som hände:
Då framtidens Donatello och Raphael avslutat sitt arbete med att hjälpa till och bygga Mutanimals öbas, anföll utomjordingarna Skul och Bean. Mutanimals besegrade sina fiender, men då striden var vunnen dök fyra andra skurkar upp (en av dem den enögde figuren) med skjutvapen och sköt ihjäl Mutanimals, och hoppade därefter in i Skul och Beans rymdfarkost och stack iväg.
Då Mutanimals begravts på stranden ger sig framtidens Donatello och Raphael, samt Slash och Candy Fine av i Mutanimals rymdfarkost mot New York. På vägen vill Raphael flyga förbi lastflygplanet där deras yngre jag finns. Framtidens Donatello kopplar in sig på radion och upptäcker att flygplanet störtat i havet.
Framtidens Donatello flyger till olycksplatsen i sin luftfarkost för att rädda de yngre versionerna och sköldpaddorna. Just då anländer USA:s kustbevakning och plockar upp Michaelangelo. De andra beslutar sig för att stiga i land på en närliggande sandbank och planerar hur de skall rädda Michelangelo, men just då dyker Null upp tillsammans med fyra beväpnade skurkar som kallar sig Gang of Four (de "Fyras gäng"), och går till anfall. Null klär även ut sig till Mondo Gecko och använder sina styrkor för att hjärntvätta Candy Fine innan han sticker iväg tillsammans med Scul och Bean in i deras rymdfarkost. De fyras gäng fortsätter sitt anfall då sköldpaddorna upptäcker att dessa är androider, och beslutar sig för att "skrota" robotarna. Framtidens Raphael får av de fyras gäng reda på att Null tagit Candy Fine till Månens så kallade "baksida". I Mutanimals rymdfarkost ger de sig av, men Donatello och Leonardo släpps av nära USA:s kustbevakningsfartyg för att rädda Michaleangelo.
Då sköldpaddorna, Splinter, Ninjara och Slash anländer vid Månens baksida upptäcker de Malignas bikupelika rymdfarkost i bana. Mutanimals rymdfarkost förstörs i strid, men framtidens Donatello plockar fram fjärrkontrollen till tidsglipan och genom den teleporterar sig sköldpaddorna, Splinter, Ninjara och Slash till Malignas rymdfarkost. Strid utbryter, och rymdfarkosten visar sig ha skadats innan jakten på Maligna och Null kan börja och är nu på väg rakt mot Solen. Sköldpaddorna räddar Candy Fine och springer mot en livräddningskapsel, men Slash stannar för att ge de andra tid för flykt.
Samtidigt sitter Michelangelo, tillfångatagen av USA:s kustbevakning, och minns hur sköldpaddorna som små stoppade tjuvar och hur Splinter gav sköldpaddorna de karaktäristiska bandanafärgerna. McIntyre beskriver sköldpaddorna som monster. Samtidigt visar en videofilm hur USA:s kustbevakning försöker tortera Michelangelo men hur Michelangelo ändå försöker rädda den som torterade honom då de råkar falle av kustbevakningsfartyget och hamnar i vattnet. Sköldpaddorna hyllas som hjältar.
Sköldpaddorna, April och Oyuki samarbetar med Kid Terra och hans gäng för att leta efter Splinter, Donatello, Raphael, Ninjara, framtidens Raphael och framtidens Donatello då det visar sig att deras rymdfarkost på hemvägen stoppats av USA:s flygvapen och tvingats landa vid Area 51 i Nevada. Raphael, Donatello, Splinter samt framtidens Raphael och Donatello tas till fånga. En anställd där är en av Kid Terras kompisar, och hjälper dem.
I basen förhörs sköldpaddorna. Vid ett flyktförsök befriar de även en tillfångatagen utomjording. Kid Terra anländer i helikopter och basens general lovar att släppa dem om de överlämnar utomjordingen, vilket de vägrar, men utomjordingen går med på det.
Ute i öknen hålls en minnesstund för Slash, som offrade sitt liv för att rädda Jorden från Maligna. Plötsligt öppnas tidsglipan och framtidens Michelangelo, Leonardo och Aprils framtida barnbarns barn Nobuko dyker upp, och hon kramar April. Framtidens Donatello noterar att medan den förgångna ändrats har framtiden inte förändrats, vilket visar att människan orsakade den globala uppvärmningen och översvämningarna samt att Mutanimals död var förgäves. Kid Terra chockas av att Mutanimals blev dödade.
Framtidens sköldpaddor och Nobuko öppnar tidsglipan och återvänder hem. Vid lägerelden berättar Kid Terras vän en skapelseberättelse från hans indianstam, hur livet började på den stora sköldpaddsön.
Dreamland: Nummer 61-66
Berättelserna utspelar sig i framtiden, där sköldpaddorna använder sin cybersamurajutrustning i strid mot utomjordingar som försöker sälja människohjärnor, samt Verminator X som då han besegrats återigen blir Manx, som inte är ond.
Mooneyes: Nummer 67-70
Sköldpaddorna, Ninjara och April ger sig av till Alaska, där en jägare jagar vargfolket. Samtidigt avtackar de Tattoo som reser till Japan med Oyuki, som skall bevaka sumobrottningsfestivalen där Tattoo deltar. Ninjara blir skjuten, men klarar sig. Därefter beslutar hon sig för att göra slut med Raphael.
Nummer 71-72
Splinter och April pratar i kloakerna, då Splinter berättar om då sköldpaddorna var små, och hur de fick sina karaktäristiska vapen.
Forever War
Det fanns planer på att fortsätta berättelserna med "The Forever War", men Archie Comics var inte nöjda med hur serierna utvecklats, och försäljningssiffrorna började samtidigt sjunka. Serietidningen lades ner. Det hade dock sagts att serien skulle återupptas i maj 2009, året då TMNT-fenomenet firar 25-årsjubileum räknat med då första Mirageserietidningarna dök upp i kiosken i april 1984.

## Ljudband
Tre ljudbandsversioner släpptes på ljudkassett av Random House. De publicerades åren 1988–1991 och innehöll ej angivna röstläsare. Dessa ljudböcker innehöll trilogin "Heroes in a Half-Shell!" som var sammanslagen till en pentalogi vid namn Heroes in a Half-Shell!: The Complete Adventure!. Den andra är Return of the Shredder, och den sista Intergalactic Wrestling and Other Adventures, med berättelserna "Of Turtles and Stones and Mary Bones", "Intergalactic Wrestling" och "Wild Things."

## Rollfigurer
I serien förekom även Ninjara, en rävkvinna som talade och gick på två ben. Hon blev kär i Raphael.
Fastän riktningen var mot yngre läsare, fick serietidningen uppmärksamhet då ett annat populärt gäng med muterade djur i serien Mutanimals, där karaktärer som Mondo Gecko var med, dödades i en massaker.
Det förekom flera andra karaktärer.
- Cudley the Cowlick (Koslickan Cudley): En utomjording som var ett stort kohuvud, transporterade sköldpaddorna till Stumpasteroiden.
- Man-Ray (Rockan) : En mutantrocka som senare gick med i "Mutanimals"-gänget.
- Jagwar : Precis som namnet säger, en jaguar. Talande och gick på två ben. Sköldpaddorna stötte på honom i Sydamerika. Gick senare med i "Mutanimals"-gänget.
- Dreadmon : En muterad hyena som vaktade ett tempel i Sydamerika. Gick senare med i "Mutanimals"-gänget.
- Vid Vicious : En man som satt en TV-apparat på magen, använde den för att hypnotisera folk.
- Mondo Gecko : En mutantödla, tidigare människa. Var tonåring och åkte skateboard. Gick senare med i "Mutanimals"-gänget.
- Scul och Bean : Två utomjordingar som hjälpte Maligna.
- Maligna och Insektoiderna : Maligna var en utomjordisk insektsdrottning som tillsammans med sina barn försökte erövra Jorden.
- Chien Khan: En hundliknande man som kontrollerade ett stort ninjaimperium, gänget Dog Star ("Hundens stjärna"). Hade i början hjälp av Ninjara. Hans gäng rivaliserar med gänget Golden Triangle ("Gyllene triangeln").
- Ninjara : Hjälpte Chien Khan tills sköldpaddorna besegrade honom och övertalade Ninjara att byta sida. Hon blev sedan Raphaels flickvän.
- Oyuki Mashimi : En ung punkrockartonårsflicka från Japan som April O'Neil och sköldpaddorna hjälpte till ett bättre liv. Hon blev Aprils vän i spinoff-serien "April O' Neil", där Chien Khan återvänder.
- Tattoo : En japansk sumobrottare, han kallades för Tattoo på grund av sina tatueringar. Han fick hjälp av sköldpaddorna och Splinter att rädda sin Chihuahuahund "Inky" från en grupp Yakuza som kidnappade hunden för att utnyttja den i illegala vadslagningar kring spel.
- Al Falqa : En talande örn som sköldpaddorna stötte på i Saudiarabien.
- Katmandu : En fyrarmad tigerliknande varelse som bar en gammal östindisk rustning. Sköldpaddorna stötte på honom i Folkrepubliken Kina.
- Null : En affärsman som låg bakom "Mutanimals" död. Han samarbetade med apokalypsens fyra ryttare, och gav Michelangelo en version där Mutanimals brann i helvetet, sköldpaddornas första aning om att Mutanimals inte längre levde.
- Death (Döden), Famine (Svälten), War (Kriget), Pestilence (Pesten). Apokalypsens fyra ryttare.
- Armaggon : En elak tidsresande och talande haj som var en av huvudfigurerna i en historia där sköldpaddorna mötte sig själva i framtiden, där Splinter dött på grund av hög ålderdom och Ninjara lämnat Raphael. Raphael hade även förlorat ett öga.
- Verminator X : En talande katt som började operera in kretsar i sin hjärna för att bli starkare. Övergår sedan på den goda sidan.

Det finns flera andra karaktärer också.

### Fotnoter
1. ↑  Magnus D. Johansson (27 april 2007). [http://www.popkorn.nu/mm-arkiv/retrospektiv_001.html ”Retrospektiv 
Teenage Mutant Ninja/Hero Turtles”]. Popkorn. http://www.popkorn.nu/mm-arkiv/retrospektiv_001.html. Läst 15 juli 2016.
2. ↑  ”ARCHIE COMICS SHIPPING MAY 2009”. Arkiverad från originalet den 27 oktober 2014. https://web.archive.org/web/20141027063254/http://www.mightycrusaders.net/forum/viewtopic.php?f=2&t=2725. Läst 16 oktober 2014.
3. ↑  Deborah Stead (11 juni 1989). ”Stead, Deborah New York Times ''Children's Books; Play Me A Story: It's Tape Time'' 11 juni 1989. läst 24 januari 2009”. New York Times. http://query.nytimes.com/gst/fullpage.html?res=950DE1DD133EF932A25755C0A96F948260&sec=&spon=&pagewanted=all. Läst 27 december 2010.